# Université d'État de médecine de Novossibirsk
L'université d'État de médecine de Novossibirsk (Новосиби́рский госуда́рственный медици́нский университе́т) est un établissement d'enseignement supérieur préparant des spécialistes de médecine, situé à Novossibirsk en Russie. 

## Histoire
Le 17 août 1935, un décret du Conseil des commissaires du peuple de l'URSS n° 1818 est publié sur l'ouverture d'instituts médicaux à Stalingrad, Léningrad et Novossibirsk. L'institut médical de Novossibirsk est fondé sur la base de l'académie de médecine d'Omsk, de l'institut de médecine de Tomsk et de l'institut de formation médicale postdoctorale de Novossibirsk (qui a également déménagé de Tomsk en 1932),. Elle devient académie en 1999,.
Actuellement, la formation des spécialistes de l'enseignement médical supérieur s'effectue dans cinq domaines éducatifs:
- sciences médicales et soins de santé (spécialités « médecine », « pédiatrie », « médecine dentaire », « travail médical et préventif », « pharmacie », « soins infirmiers » ;
- économie et gestion (économie et gestion des établissements de santé);
- humanités (psychologie clinique);
- spécialités interdisciplinaires (travail social);
- spécialités de sciences naturelles (bioécologie)[5].

## Structure
L'université comprend 8 facultés, 76 chaires d'enseignement, plus de 20 programmes de cours spéciaux, 10 organisations de recherche, 3 laboratoires pour plus de 1 750 collaborateurs et plus de 5 000 étudiants.

## Facultés
- faculté de médecine[6]
- faculté de médecine prophylactique[6]
- faculté de pédiatrie[6]
- faculté de stomatologie[6]
- faculté de management[6]
- faculté de perfectionnement et de reconversion professionnelle des médecins[6]
- faculté de travail social et de psychologie clinique[6]
- faculté de pharmacie[6]